# Peter Collett (1766-1836)
 Der er flere personer med dette navn, se Peter Collett.
Peter Collett (født 8. august 1766 på Buskerud gård, død 27. juli 1836 sammesteds) var en norsk højesteretsassessor og godsejer.
Peter Collett var søn af godsejer Peter Collett og Maren Kirstine født Holmboe og blev student med udmærkelse i 1785 efter blandt andet at være opdraget af Jonas Rein. Han tog juridisk eksamen 1788 og blev samme år assessor auscultans, 1791 virkelig assessor ved Overhofretten i Christiania. 1802 blev han assessor i Akershus stiftsoverret samt 1814 i Norges højesteret. Fra 1800 ejede han sin fædrenegård Buskerud og købte 1809 Hassel Jernværk med en del tilhørende fabriksanlæg. Hans syslen med disse optog en stor del af hans tid og krævede regelmæssige rejser mellem Christiania og hans godser. Hans personlige forhold var meget udsat for dadel, og da han efter befalet sagsanlæg ikke kunne få en forfatter, der i Morgenbladet havde anket over hans forsømmelige embedsførelse, dømt, måtte han i 1830 tage afsked som assessor i Højesteret, hvorpå Stortinget i 1833 bestemte, at der ikke skulle tilstås ham pension. Død på Buskerud 27. juli 1836. Collett ægtede 6. august 1794 Eilertine Severine Bendeke, (1777 – 7. december 1857). Ved hans død fik Christiania universitetsbibliotek, ifølge en 1811 truffet bestemmelse, den større del af hans værdifulde bibliotek (3168 bind).